# 蘭格冰川
62°7′S 58°30′W / 62.117°S 58.500°W
蘭格冰川（Lange Glacier），是南極洲的冰川，位於南設得蘭群島的喬治王島，最終在阿德米拉倫峰以南注入阿德默勒爾蒂灣西面，由讓-巴蒂斯特·夏古率領的法國探險隊命名，現時由南極條約體系管理。